# Rocket Factory Augsburg
Rocket Factory Augsburg est une start-up allemande, constructrice de lanceurs, fondée en 2018.
Rocket Factory Augsburg développe le lanceur RFA One.

## Entreprise

### Général
Les principaux investisseurs stratégiques et financiers dans la société RFA sont le géant de l'aérospatiale bavarois OHB et Apollo Capital Partners GmbH, basé à Munichet dont Hans Steiniger (directeur général de MT Aerospace) est le partenaire managérial. Rocket Factory Augsburg a son siège à Augsbourg, en Allemagne. En août 2021, Rocket Factory Augsburg comptait environ 100 employés.

### Emplacements
RFA est basée dans la ville d'Augsbourg, près de Munich. Depuis mars 2021, l'usine principale et les bureaux sont situés à Berliner Allee 65, Augsbourg,. 
L'entreprise dispose d'une équipe basée sur le site de développement et d'essai Esrange à Kiruna, en Suède, qui a mené avec succès un mise à feu statique de huit secondes du moteur à combustion étagée de RFA en juillet 2021.
Depuis le 30 juin 2021, RFA possède également une filiale portugaise, RFA Portugal Unipessoal LDA, située à Matosinhos. Elle a pour mission de développer et de qualifier les structures composites du RFA One en collaboration avec le centre technologique CEiiA,.
En avril 2021, RFA a signé un contrat d'une durée de trois ans avec la base de lancement norvégienne Andøya Spaceport pour un vol inaugural en 2022 du RFA One de la société. Le premier pas de tir d'Andøya prévu pour le lancement devait être prêt vers la fin de 2021, avec l'ajout de deux autres pas de tirs afin d'atteindre pleinement le statut opérationnel vers 2023.
En février 2022, RFA a conclu une entente avec Southern Launcher afin de réaliser des lancements en orbite polaire et héliosynchrone depuis leur site de lancement nommé Whalers Way Orbital Launch Complex, situé dans le Sud de l'Australie.

## RFA One
RFA One est une fusée à trois étages conçue pour lancer dans l'espace de petits satellites et des charges utiles d'un poids initial maximal de 1 300 kg. Elle est actuellement en cours de développement et devrait être lancée depuis Andøya Space en Norvège à la fin de 2022. Étant la première entreprise européenne à développer et à tester avec succès un moteur à combustion étagée, RFA utilisera son moteur pour la propulsion du premier et du deuxième étage.

## Argo
Argo est une proposition de vaisseau cargo capable d'emporter 3 400 kg de fret en orbite (fret pressurisé et ergols) pour un volume interne de 13 m3. Possédant une capsule équipée d'un bouclier thermique gonflable, il doit également être capable de ramener sur Terre une cargaison.